# Tadzjikistan i olympiska spelen
Tadzjikistan var med och tävlade första gången i olympiska sommarspelen 1996 i Atlanta, och har varit med i samtliga spel sedan dess. Landet har tagit tre medaljer, två under sommar-OS 2008 i Peking och en vid sommar-OS 2012 i London.

## Medaljer

### Medaljer totalt
| Guld | Silver | Brons | Totalt antal medaljer |
| ---- | ------ | ----- | --------------------- |
| 0    | 1      | 2     | 3                     |

### Medaljer efter sommarspel
| Spel         | Guld | Silver | Brons | Totalt |
| Atlanta 1996 | 0    | 0      | 0     | 0      |
| Sydney 2000  | 0    | 0      | 0     | 0      |
| Aten 2004    | 0    | 0      | 0     | 0      |
| Peking 2008  | 0    | 1      | 1     | 2      |
| London 2012  | 0    | 0      | 1     | 1      |
| Totalt       | 0    | 1      | 2     | 3      |

### Medaljer efter vinterspel
| Spel                | Guld | Silver | Brons | Totalt |
| Salt Lake City 2002 | 0    | 0      | 0     | 0      |
| Turin 2006          | 0    | 0      | 0     | 0      |
| Vancouver 2010      | 0    | 0      | 0     | 0      |
| Sotji 2014          | 0    | 0      | 0     | 0      |
| Totalt              | 0    | 0      | 0     | 0      |

### Medaljer efter sporter
| Sport     | Guld | Silver | Brons | Totalt |
| Brottning | 0    | 1      | 0     | 1      |
| Judo      | 0    | 0      | 1     | 1      |
| Boxning   | 0    | 0      | 1     | 1      |
| Totalt    | 0    | 1      | 2     | 3      |